# Mazarota

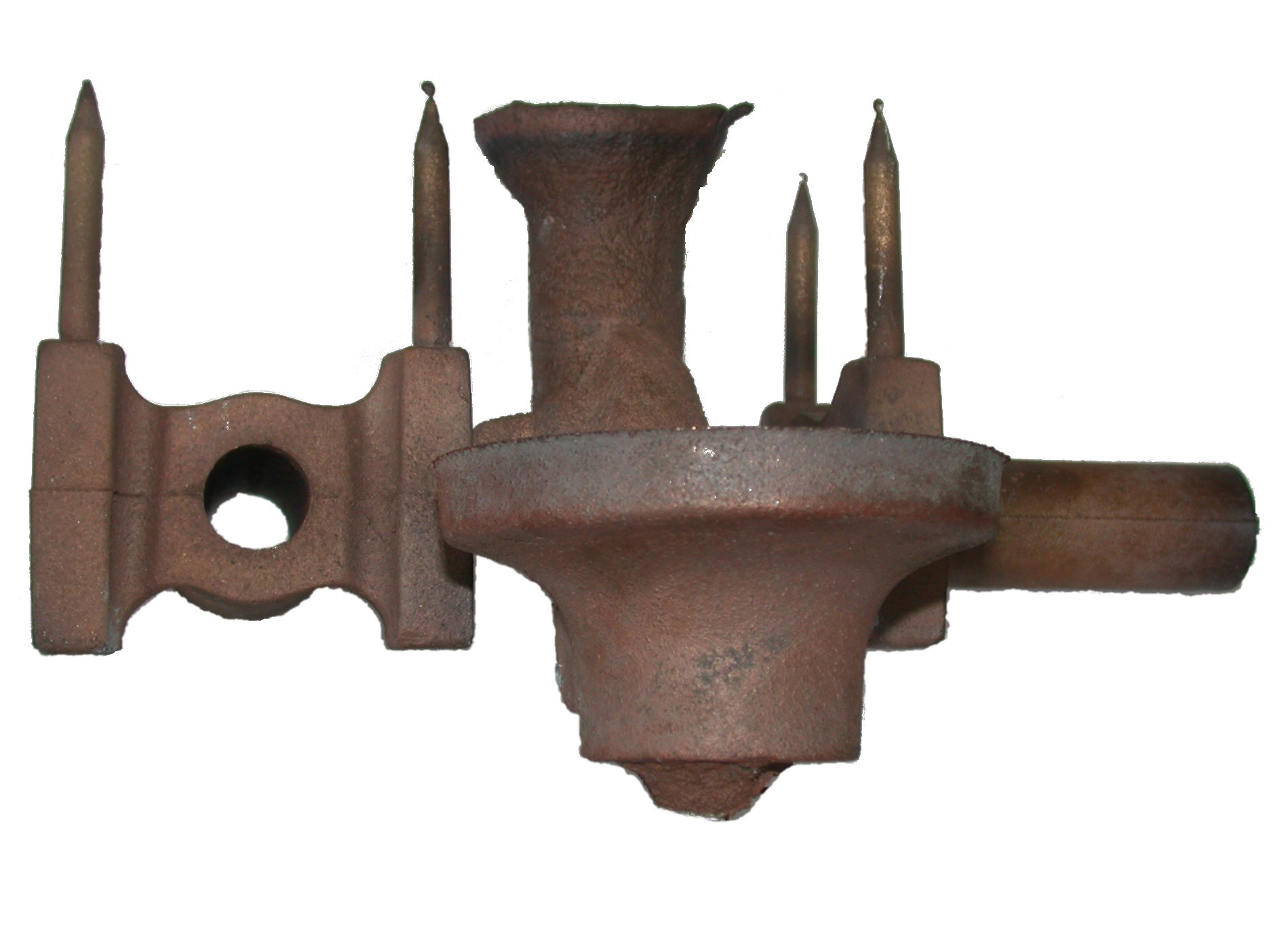
Una mazarota

Mazarota es como se conoce en fundición y metalurgia al depósito de metal fundido que se coloca en los sitios críticos del molde; es decir, puntos en que el metal rebosa por encima, y tienden a generar fallas por falta de material en la pieza terminada. Al llenar los moldes, este depósito se llena también, y aporta material adicional que permite la terminación correcta de la pieza; una vez retirada del molde, la o las mazarotas son retiradas mediante tenazas o limas.
Es posible calcular con relativa precisión la posición de estas mazarotas mediante tablas; una vez establecida la posición, se calcula el volumen adicional de la mazarota por medio del cálculo del tst, el cálculo del módulo, o directamente con la ecuación de Chvorinov.
El módulo (Mc) de una sección es la relación entre su volumen (V) y su superficie de enfriamiento (S):
Mc=V/S

## Tipos
Una mazarota se clasifica en función de tres criterios: dónde se posiciona, si es abierta o ciega y por cómo se rellena.   
Si se sitúa sobre la cavidad de la pieza se conoce como mazarota superior. Si se sitúa al lado de la cavidad se conoce como mazarota lateral.
Las mazarotas superiores son ventajosas porque ocupan menos espacio que las laterales en el montaje del molde. Además de requerir una menor distancia para el sistema de alimentación.
Si la mazarota tiene una abertura al exterior del molde se conoce como mazarota abierta pero si se encuentra embebida por completo en el molde se denomina mazarota ciega. Una mazarota abierta suele ser mayor que las ciegas ya que pierden calor a mayor velocidad en la zona en contacto con el aire.
Si la mazarota se rellena a través del sistema de distribución antes que la cavidad de la pieza se conoce como una mazarota viva. Si la mazarota se rellena con material que ha fluido a través de la cavidad de la pieza se conoce como una mazarota muerta o fría. Las mazarotas vivas suelen tener menor volumen que las frías. Las mazarotas superiores son casi siempre frías y las que se encuentran integradas en el sistema de distribución son casi siempre vivas.
La unión de la mazarota con la cavidad de la pieza puede ser problemática en las laterales. Por un lado la unión debe ser lo menor posible para facilitar la tarea de retirada al máximo. Por el otro debe ser lo suficientemente grande para evitar que solidifique antes que la mazarota. La unión se diseña muy corta para aprovechar el calor del material que ocupan ambas cavidades durante todo el proceso.
Hay elementos para ralentizar el enfriamiento o reducir el tamaño de la mazarota. Una solución es la colocación de una camisa aislante alrededor de la mazarota. Otra sería la instalación de resistencias rodeando la mazarota.

## Eficiencia
La eficiencia de un proceso de fundición se define como el cociente del peso de la pieza final entre el peso total de material vertido en el molde. El peso de la mazarota puede aumentar en gran medida el denominador de dicha fórmula, por ello es muy importante reducir todo lo posible su tamaño.

{\displaystyle \eta ={m_{\mathrm {pieza} } \over m_{\mathrm {colada} }}}

La única razón de la existencia de las mazarotas es asegurar la calidad de la pieza evitando los rechupes y la falta de material por la contracción al enfriarse la pieza. Una vez enfriado el metal, son cortadas y fundidas de nuevo para reutilizar el material. Por ello debe ser cuidadosamente planeada la cantidad, forma y tamaño de las mazarotas para evitar el desperdicio por sobretrabajos.
Un modo de calcular el tamaño mínimo de la mazarota es mediante el uso de la regla de Chvorinov. Fijando un tiempo de solidificación de la mazarota mayor que para la pieza. Se suele seleccionar un 25%  de mayoración pero se puede emplear cualquier otro porcentaje de seguridad.
{\displaystyle t_{\text{mazarota}}=1,25t_{\text{pieza}}}

ó
{\displaystyle \left({\frac {V}{S}}\right)_{\text{mazarota}}^{n}=1,25\left({\frac {V}{S}}\right)_{\text{pieza}}^{n}}
Ya que todos los valores de los elementos que influyen en n son iguales, si se selecciona una mazarota con forma cilíndrica y la relación altura-diámetro es fija, la ecuación se puede resolver en función del diámetro. Esto simplifica el cálculo del tamaño mínimo de la mazarota.
Nótese que, si se emplea una mazarota superior, el área compartida de la mazarota con la pieza debe ser restada tanto de la superficie de la mazarota como de la pieza.